# Stary Kazanów
Stary Kazanów è un villaggio presso Końskie, nel voivodato di Santa Croce in Polonia, nel centro-sud del paese. Dista approssimativamente 7 chilometri da Końskie in direzione sud-ovest, sulla strada che porta a Radomsko, e 38 chilometri in direzione nord-ovest dal capoluogo di regione Kielce.
La popolazione è di 410 abitanti.

## Storia
Il villaggio è nominato per la prima volta nel XV secolo come feudo di Dominik Litwos dei Grzymala (I,327), (Leggi anche Grace, Lib.benef, II, 701). In seguito diventa feudo della famiglia della szlachta dei Kazanowski, da cui prende il nome. 
Nel diciannovesimo secolo l'insediamento viene descritto nel seguente modo "insediamento nel distretto e nella parrocchia di Końskie, dotato di 68 acri di terra, tre edifici residenziali in legno e tre in muratura, con 9 uomini e 14 donne come abitanti. 
Nel 1523 vi fu costruito un monastero dei Bernardini e, nel 1694, una chiesa fatta erigere dai Kazanowski, cui il villaggio era storicamente appartenuto come feudo.

## Luoghi di interesse
Vi sono delle rovine di un antico castello, eretto a metà del sedicesimo secolo da Marcin Kazanowski e ricostruito tra il 1637 e il 1643 secondo le esigenze di Adam Kazanowski in uno stile pre-barocco. L'edificio era costituito da una casa rettangolare, bicamerale (8.5 x 10.5 m), poggiata su tre bastioni cilindrici (il più grande era di 5.8 m di diametro). Il cortile (dimensioni 8,5 x 12 m) circondato da un muro di pietra in cui era situato un piccolo portico rettangolare nell'angolo nord-orientale.  Tutto l'edificio era situato su un tumulo di terra, circondato da un fossato pieno d'acqua di 10-15 m di larghezza, quindi il castello era stato chiaramente costruito in modo tale da potersi difendere facilmente da eventuali attacchi nemici.